# Elezioni regionali in Sicilia del 2008
Le elezioni regionali in Sicilia del 2008 per il presidente della Regione Siciliana e i 90 deputati all'Assemblea regionale siciliana, si sono tenute il 13 e 14 aprile 2008, contestualmente alle elezioni politiche. Esse hanno visto la vittoria di Raffaele Lombardo, sostenuto dal centro-destra, che ha sconfitto Anna Finocchiaro, sostenuta dal centro-sinistra.

## La consultazione
La consultazione elettorale si è svolta con tre anni di anticipo rispetto alla scadenza naturale della legislatura per le dimissioni del presidente Salvatore Cuffaro, in seguito alla condanna nel gennaio 2008 in primo grado a 5 anni e all'interdizione perpetua dai pubblici uffici per i reati di favoreggiamento e rivelazione di segreto d'ufficio. Le funzioni di Presidente della Regione sono state svolte dal vice presidente Nicola Leanza fino all'elezione del nuovo presidente, Raffaele Lombardo. Erano candidati alla presidenza anche Sonia Alfano (Amici di Beppe Grillo), Ruggero Razza (La Destra) e Giuseppe Bonanno Conti (Forza Nuova).
Il 31 luglio 2012 il presidente Lombardo rassegna le dimissioni, provocando lo scioglimento anticipato della legislatura, con le elezioni fissate per il 28 ottobre 2012.

## Risultati elettorali
|                                                                 | Raffaele Lombardo (Lombardo Presidente) ✔️ Presidente           | 1 862 959                                                       | 65,35 | Il Popolo della Libertà      | 900 149   | 33,42 | 34 |  |  |
| Movimento per l'Autonomia                                       | Raffaele Lombardo (Lombardo Presidente) ✔️ Presidente           | 1 862 959                                                       | 65,35 | 375 587                      | 13,94     | 15    |    |  |  |
| Unione di Centro                                                | Raffaele Lombardo (Lombardo Presidente) ✔️ Presidente           | 1 862 959                                                       | 65,35 | 336 826                      | 12,51     | 11    |    |  |  |
| Sicilia Forte e Libera - Lombardo Presidente                    | Raffaele Lombardo (Lombardo Presidente) ✔️ Presidente           | 1 862 959                                                       | 65,35 | 119 892                      | 4,45      | –     |    |  |  |
| Democratici Autonomisti                                         | Raffaele Lombardo (Lombardo Presidente) ✔️ Presidente           | 1 862 959                                                       | 65,35 | 101 449                      | 3,77      | –     |    |  |  |
| Seggi assegnati alla lista regionale                            | Seggi assegnati alla lista regionale                            | Seggi assegnati alla lista regionale                            | 65,35 | 1                            |           |       |    |  |  |
|                                                                 | Anna Finocchiaro (Anna Finocchiaro Presidente)                  | 866 044                                                         | 30,38 | Partito Democratico          | 505 420   | 18,77 | 28 |  |  |
| La Sinistra l'Arcobaleno                                        | Anna Finocchiaro (Anna Finocchiaro Presidente)                  | 866 044                                                         | 30,38 | 131 213                      | 4,87      | –     |    |  |  |
| Per la Sicilia - Anna Finocchiaro Presidente                    | Anna Finocchiaro (Anna Finocchiaro Presidente)                  | 866 044                                                         | 30,38 | 83 700                       | 3,11      | –     |    |  |  |
| Italia dei Valori                                               | Anna Finocchiaro (Anna Finocchiaro Presidente)                  | 866 044                                                         | 30,38 | 49 726                       | 1,85      | –     |    |  |  |
| Seggio assegnato al candidato presidente classificatosi secondo | Seggio assegnato al candidato presidente classificatosi secondo | Seggio assegnato al candidato presidente classificatosi secondo | 30,38 | 1                            |           |       |    |  |  |
|                                                                 | Sonia Alfano                                                    | 69 511                                                          | 2,44  | Amici di Beppe Grillo        | 46 396    | 1,72  | –  |  |  |
|                                                                 | Ruggero Razza                                                   | 45 605                                                          | 1,60  | La Destra - Fiamma Tricolore | 39 143    | 1,45  | –  |  |  |
|                                                                 | Giuseppe Bonanno Conti                                          | 6 606                                                           | 0,23  | Forza Nuova                  | 3 876     | 0,14  | –  |  |  |
| Totale                                                          | Totale                                                          | 2 850 725                                                       | 100   |                              | 2 693 377 | 100   | 90 |  |  |
|                                                                 |                                                                 |                                                                 |       |                              |           |       |    |  |  |
| Voti non validi                                                 | Voti non validi                                                 | 198 541                                                         | 6,51  |                              |           |       |    |  |  |
| Votanti                                                         | Votanti                                                         | 3 049 266                                                       | 66,68 |                              |           |       |    |  |  |
| Elettori                                                        | Elettori                                                        | 4 572 912                                                       |       |                              |           |       |    |  |  |

Avendo la coalizione vincente superato il 60%, è scattato il premio di minoranza che trasferisce i seggi dei listini regionali alle liste provinciali proporzionali perdenti.

## Giunte
| Assessorato                                                                                | Lombardo I (2008/08.07.2009) | Lombardo II (08.07.2009/15.01.2010) | Lombardo III (15.01.2010/28.09.2010) | Lombardo IV (28.09.2010/2012) |
| ------------------------------------------------------------------------------------------ | ---------------------------- | ----------------------------------- | ------------------------------------ | ----------------------------- |
| Agricoltura e foreste/ Risorse agricole e alimentari                                       | Giovanni La Via (Ind.)       | Michele Cimino (PDL)                | Giambattista Bufardeci (PDL Sicilia) | Elio D'Antrassi               |
| Beni culturali, ambientali e pubblica istruzione/ Beni culturali e identità siciliana      | Antonio Antinoro (UDC)       | Nicola Leanza (MPA)                 | Gaetano Armao                        | Sebastiano Missineo           |
| Bilancio e finanze/ Economia                                                               | Michele Cimino (PDL)         | Giovanni Di Mauro (MPA)             | Michele Cimino (PDL Sicilia)         | Gaetano Armao                 |
| Famiglia, politiche sociali e autonomie locali/ Autonomie locali e funzione pubblica       | Francesco Scoma (PDL)        | Caterina Chinnici (Ind.) 2          | Caterina Chinnici (Ind.) 2           | Caterina Chinnici (Ind.) 2    |
| Industria/ Attività produttive                                                             | Giuseppe Gianni (UDC)        | Marco Venturi                       | Marco Venturi                        | Marco Venturi                 |
| Lavori pubblici/ Infrastrutture e mobilità                                                 | Luigi Gentile (PDL)          | Antonino Angelo Beninati            | Luigi Gentile (PDL Sicilia)          | Pier Carmelo Russo            |
| Lavoro, previdenza sociale, formazione professionale/ Famiglia, politiche sociali e lavoro | Carmelo Incardona (PDL)      | Luigi Gentile (PDL)                 | Nicola Leanza (MPA)                  | Andrea Piraino                |
| Sanità/ Salute                                                                             | Massimo Russo (Ind.)         | Massimo Russo (Ind.)                | Massimo Russo (Ind.)                 | Massimo Russo (Ind.)          |
| Territorio e ambiente                                                                      | Giuseppe Sorbello (UDC)      | Mario Milone                        | Giovanni Di Mauro (MPA)              | Gian Maria Sparma 1           |
| Turismo, comunicazioni e trasporti/ Turismo, sport e spettacolo                            | Giambattista Bufardeci (PDL) | Nino Strano (PDL, poi PDL Sicilia)  | Nino Strano (PDL, poi PDL Sicilia)   | Daniele Tranchida             |
| Cooperazione, commercio, artigianato e pesca                                               | Giovanni Di Mauro (MPA)      | Giambattista Bufardeci (PDL)        | -                                    | -                             |
| Presidenza                                                                                 | Giovanni Ilarda (Ind.)       | Gaetano Armao                       | -                                    | -                             |
| Energia e servizi pubblici                                                                 | -                            | -                                   | Pier Carmelo Russo                   | Giosuè Marino                 |
| Istruzione e formazione professionale                                                      | -                            | -                                   | Marco Centorrino                     | Marco Centorrino              |

- 1 Sebastiano Di Betta dal 08.11.2011
- 2 Nicola Vernuccio dal 31.07.2012